# Aaron Ekblad
Aaron Ekblad (* 7. února 1996, Windsor, Ontario, Kanada) je kanadský hokejový obránce hrající v týmu Florida Panthers v severoamerické National Hockey League. Je držitelem Jack Ferguson Award (2011), Emms Family Award (2011/12) a Max Kaminsky Trophy (2013/14). Jeho starším bratrem je hokejista Darien Ekblad.

## Reprezentační kariéra
Zúčastnil se Mistrovství světa juniorů 2014 ve Švédsku, kde kanadští hráči obsadili 4. místo. Reprezentoval Kanadu na Mistrovství světa 2015 v České republice, kde získal zlatou medaili.

## Statistiky

### Klubové statistiky
| Sezóna      | Klub             | Soutěž      |     | Základní část | Základní část | Základní část | Základní část | Základní část |   | Play off | Play off | Play off | Play off | Play off |
| Sezóna      | Klub             | Soutěž      | Z   | G             | A             | B             | TM            | Z             | G | A        | B        | TM       |          |          |
| 2011–12     | Barrie Colts     | OHL         | 63  | 10            | 19            | 29            | 34            | 13            | 2 | 3        | 5        | 8        |          |          |
| 2012–13     | Barrie Colts     | OHL         | 54  | 7             | 27            | 34            | 64            | 22            | 7 | 10       | 17       | 28       |          |          |
| 2013–14     | Barrie Colts     | OHL         | 58  | 23            | 30            | 53            | 91            | 9             | 2 | 4        | 6        | 14       |          |          |
| 2014–15     | Florida Panthers | NHL         | 81  | 12            | 27            | 39            | 32            | —             | — | —        | —        | —        |          |          |
| 2015–16     | Florida Panthers | NHL         | 78  | 15            | 21            | 36            | 41            | 6             | 0 | 1        | 1        | 0        |          |          |
| 2016–17     | Florida Panthers | NHL         | 68  | 10            | 11            | 21            | 58            | —             | — | —        | —        | —        |          |          |
| 2017–18     | Florida Panthers | NHL         | 82  | 16            | 22            | 38            | 71            | —             | — | —        | —        | —        |          |          |
| 2018–19     | Florida Panthers | NHL         | 82  | 13            | 24            | 37            | 47            | —             | — | —        | —        | —        |          |          |
| 2019–20     | Florida Panthers | NHL         | 67  | 5             | 36            | 41            | 26            | 4             | 0 | 0        | 0        | 2        |          |          |
| 2020–21     | Florida Panthers | NHL         | 35  | 11            | 11            | 22            | 33            | —             | — | —        | —        | —        |          |          |
| 2021–22     | Florida Panthers | NHL         | 61  | 15            | 42            | 57            | 26            | 10            | 1 | 4        | 5        | 11       |          |          |
| 2022–23     | Florida Panthers | NHL         | 71  | 14            | 28            | 42            | 68            | 20            | 2 | 6        | 8        | 20       |          |          |
| 2023–24     | Florida Panthers | NHL         | 51  | 4             | 14            | 18            | 50            | 24            | 1 | 5        | 6        | 16       |          |          |
| NHL celkově | NHL celkově      | NHL celkově | 676 | 115           | 232           | 347           | 452           | 64            | 4 | 16       | 20       | 49       |          |          |